# Peter Gregg
Peter Holden Gregg, född den 4 maj 1940, död den 15 december 1980, var en amerikansk racerförare.
Gregg var en mycket framgångsrik Porsche-förare under 1970-talet. Han vann Trans-Am Series två år i rad och IMSA GT:s GTO/GTX-klasser fem gånger. Han vann även Daytona 24-timmars fyra gånger.
Gregg blev invald i International Motorsports Hall of Fame 1992.